# Кострижівська селищна рада
Костри́жівська се́лищна ра́да — адміністративно-територіальна одиниця та орган місцевого самоврядування в Заставнівському районі Чернівецької області. Адміністративний центр — селище міського типу Кострижівка.

## Загальні відомості
- Населення ради: 2 885 осіб (станом на 2001 рік)

## Населені пункти
Селищній раді підпорядковані населені пункти:
- смт Кострижівка

## Склад ради
Рада складається з 20 депутатів та голови.
- Голова ради: Піцек Сергій Іванович
- Секретар ради: Чимбур Галина Ярославівна

### Керівний склад попередніх скликань
| Прізвище, ім'я, по батькові  | Основні відомості                                                | Дата обрання | Дата звільнення |
| ---------------------------- | ---------------------------------------------------------------- | ------------ | --------------- |
| Старко Володимир Ярославович | Селищний голова, 1961 року народження                            | 26.03.2006   | 31.10.2010      |
| Піцек Сергій Іванович        | Селищний голова, 1969 року народження, освіта вища, безпартійний | 31.10.2010   |                 |

Примітка: таблиця складена за даними сайту Верховної Ради України

### Депутати
За результатами місцевих виборів 2010 року депутатами ради стали:

#### За суб'єктами висування
| Суб'єкт висування      | Кількість обраних депутатів | %  |
| ---------------------- | --------------------------- | -- |
| Самовисування          | 19                          | 95 |
| Аграрна партія України | 1                           | 5  |

#### За округами
| № округу               | Прізвище, ім'я, по батькові       | Дата визнання обраним | Освіта             | Партійна приналежність                | Відомості про обраного депутата                                    |
| ---------------------- | --------------------------------- | --------------------- | ------------------ | ------------------------------------- | ------------------------------------------------------------------ |
| Аграрна партія України |                                   |                       |                    |                                       |                                                                    |
| 17                     | Усатий Михайло Васильович         | 01.11.2010            | вища               | член Аграрної партії України          | Кострижівська ДЛВМ, завідувач                                      |
| Самовисування          |                                   |                       |                    |                                       |                                                                    |
| 1                      | Козло Галина Тодорівна            | 01.11.2010            | середня спеціальна | позапартійна                          | Кострижівська селищна рада, касир-рахівник                         |
| 2                      | Божисько Іван Васильович          | 01.11.2010            | вища               | позапартійний                         | Кострижівський КБМ, головний бухгалтер                             |
| 3                      | Бужняк Галина Степанівна          | 01.11.2010            | вища               | позапартійна                          | Кострижівська загальноосвітня школа, вчитель молодших класів       |
| 4                      | Хрунь Іван Георгійович            | 01.11.2010            | середня спеціальна | позапартійний                         | тимчасово не працює                                                |
| 5                      | Яремчук Ольга Пилипівна           | 01.11.2010            | середня            | позапартійна                          | ТОВ Цукровий комбінат «Хрещатик», сушильник цукру                  |
| 6                      | Васильєв Владислав Борисович      | 01.11.2010            | середня            | позапартійний                         | ТОВ Цукровий комбінат «Хрещатик», начальник залізно-дорожного цеху |
| 7                      | Ільчук Таїсія Василівна           | 01.11.2010            | середня            | позапартійна                          | тимчасово не працює                                                |
| 8                      | Тухлінович Олександр Васильович   | 01.11.2010            | вища               | позапартійний                         | ТОВ Цукровий комбінат «Хрещатик», машиніст водонасосної станції    |
| 9                      | Калинюк Олександр Дмитрович       | 01.11.2010            | вища               | позапартійний                         | Кострижівська селищна рада, землевпорядник                         |
| 10                     | Щітка Олександр Васильович        | 01.11.2010            | вища               | позапартійний                         | Кострижівська загальноосвітня школа, вчитель інформатики           |
| 11                     | Куцик Галина Іванівна             | 01.11.2010            | вища               | член Політичної партії «Наша Україна» | Кострижівська загальноосвітня школа, вчитель математики            |
| 12                     | Гріневич Анатолій Васильович      | 01.11.2010            | середня спеціальна | позапартійний                         | тимчасово не працює                                                |
| 13                     | Одайський Григорій Григорович     | 01.11.2010            | середня спеціальна | позапартійний                         | Локомативне депо станції «Чернівці», черговий                      |
| 14                     | Чимбур Галина Ярославівна         | 01.11.2010            | вища               | позапартійна                          | Кострижівська селищна рада, секретар                               |
| 15                     | Бурдун Любов Андріївна            | 01.11.2010            | вища               | позапартійна                          | Кострижівська селищна рада, головний бухгалтер                     |
| 16                     | Майстрюк Марія Василівна          | 01.11.2010            | середня спеціальна | позапартійна                          | Кострижівська селищна рада, начальник військово-облікового столу   |
| 18                     | Калинюк Іван Миколайович          | 01.11.2010            | середня спеціальна | позапартійний                         | тимчасово не працює                                                |
| 19                     | Корня Валерій Михайлович          | 01.11.2010            | середня спеціальна | позапартійний                         | ВАТ Кострижівський КБМ, начальник збуту                            |
| 20                     | Рогожинський Ростислав Васильович | 01.11.2010            | середня спеціальна | позапартійний                         | ТОВ Цукровий комбінат «Хрещатик», майстер залізно-дорожного цеху   |